# Tempio di Luxor
Il tempio di Luxor è un grande complesso templare egizio situato sulla riva orientale del Nilo (dell'antica Tebe), nei pressi della città moderna di Luxor in Egitto.
Noto nella lingua egizia come Ipet Resut, o "harem meridionale", il tempio era dedicato al dio Amon; durante il Nuovo Regno fu il centro della festa annuale di Opet, nella quale una statua di Amon era trasferita lungo il Nilo dal vicino Grande tempio di Amon noto anche come Ipet-sut per il rito di fertilità.

## Storia

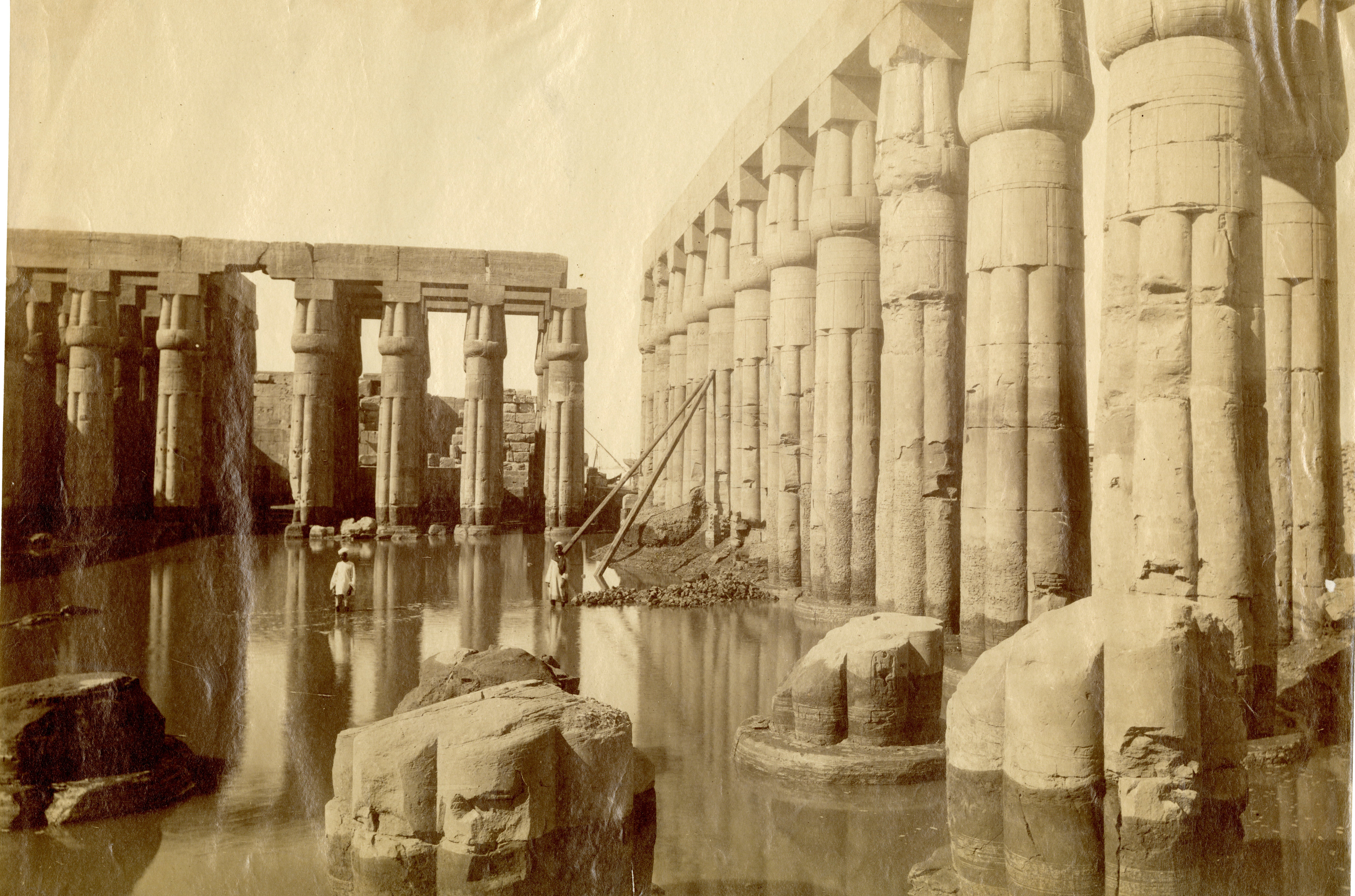
Panorama del 1870-1888 delle rovine del colonnato del cortile anteriore di Amenhotep III nel complesso templare di Amon a Luxor, inondato durante una piena del fiume Nilo.

La costruzione del tempio cominciò durante il regno di Amenhotep III nel XIV secolo a.C. Haremhab e Tutankhamun aggiunsero colonne e statue, ma l'espansione maggiore si ebbe con Ramses II circa 100 anni dopo l'inizio dei lavori. Luxor è l'unico tra i maggiori complessi templari egiziani ad avere i marchi di due soli sovrani sulle strutture architettoniche.
Interventi di restauro furono intrapresi da Alessandro Magno e dall'imperatore Tiberio. Durante il periodo della dominazione araba il complesso fu abbandonato, fino a quando nel XIII secolo vi venne edificata la Moschea di Abu al-Hajjaj, sovrastante il cortile delle colonne e nell'intero complesso si insediò un villaggio arabo.

## Descrizione

### Il 1º Pilone

Pianta del Tempio di Luxor.
A) santuario di Amon -B) santuario della barca -C) sala della nascita -D) santuario romano -E) sala ipostila -F) III pilone -G) colonnato cerimoniale -H) II pilone -I) I pilone -K) obelischi.
a) tempio di Amon (Amenofi III) -b) corte del Sole (Amenofi III) -c) posto della barca (Thutmose III e Hatshepsut) e santuario della triade tebana (Ramses II) -d) colonnato (Tutankhamon e Haremhab) -e) grande corte (Ramses II) -f) chiosco (Shabaka)

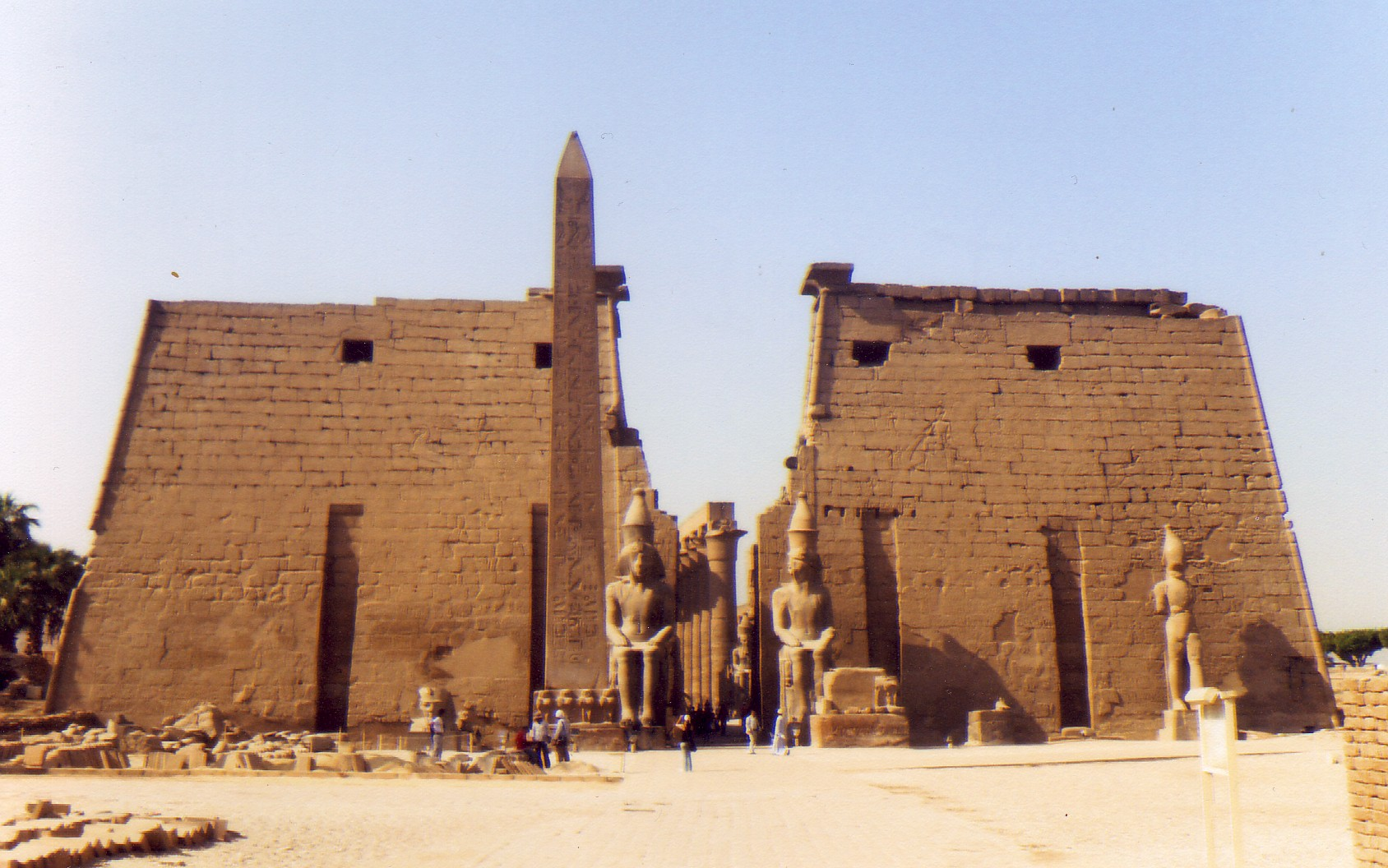
Tempio di Luxor, il 1º pilone

L'accesso al tempio avveniva da nord, mediante un viale fiancheggiato da sfingi androcefale, mentre quelle che si incontrano oggi, a testa umana, sono una tarda aggiunta voluta da Nectanebo I. Alla fine del viale, si erge il grande portale, alto 24 metri, costruito da Ramses II.
Il pilone era decorato con scene dei trionfi militari del sovrano contro gli Ittiti (in particolare della Battaglia di Qadesh).
L'entrata principale al complesso templare era originariamente fiancheggiata da sei statue colossali di Ramses, quattro sedute (ne rimangono due) e due in piedi. Dei due obelischi di granito antistanti il portale, uno è ancora in sito, mentre l'altro si trova a Parigi in Place de la Concorde. Fu infatti donato alla Francia nel 1830 dal pascià Mehmet Ali. In realtà il dono comprendeva entrambi gli obelischi, ma solo uno fu asportato.

### Il Grande Cortile di Ramses II

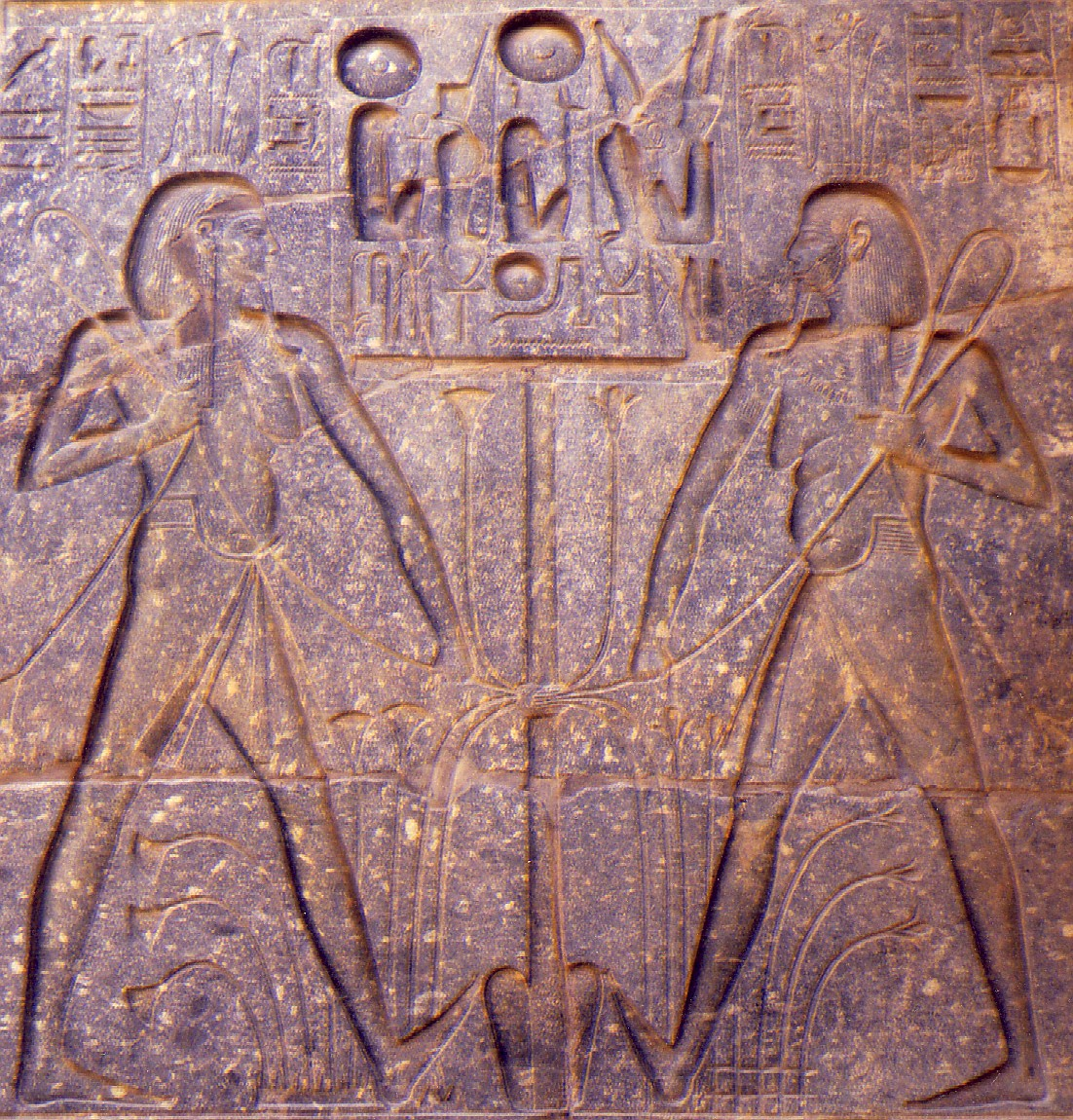
Decorazione alla base di una delle due statue di Ramses II. Il dio Hapy riunisce l'Alto e il Basso Egitto, simboleggiati dal fior di loto e dal fior di papiro

Attraverso il portale si accede al cortile colonnato che fu costruito obliquamente rispetto all'area retrostante, presumibilmente per rispettare la preesistente cappella tripartita in cui erano custodite le barche sacre della triade tebana formata dagli dei Amon, Mut e Khonsu che si trova addossata sul retro del 1º pilone. La cappella della Triade tebana fu opera di Tutmosi III anche se poi fu restaurata da Ramses II.
L'intero cortile è contornato da colonne a foglia di papiro di cui una parte è stata inglobata però nella Moschea di Abu el Haggag edificata nel XIII secolo. In questo stesso periodo l'intero cortile fu occupato da un villaggio arabo che fu definitivamente sgomberato solo in seguito a scavi archeologici iniziati nell'Ottocento.
Il colonnato è talvolta interrotto da statue rappresentanti Ramses II, tra cui si notano in particolare due enormi statue del sovrano poste all'inizio del colonnato di Amenofi III. Le basi di entrambe le statue sono decorate con disegni che celebrano l'unificazione dell'Egitto. Il dio Hapy è infatti rappresentato nell'atto di unire l'Alto Egitto e il Basso Egitto simboleggiati ciascuno da un fiore di loto e da un fiore di papiro mentre vengono legati l'uno all'altro.

### Il colonnato e il cortile di Amenhotep III

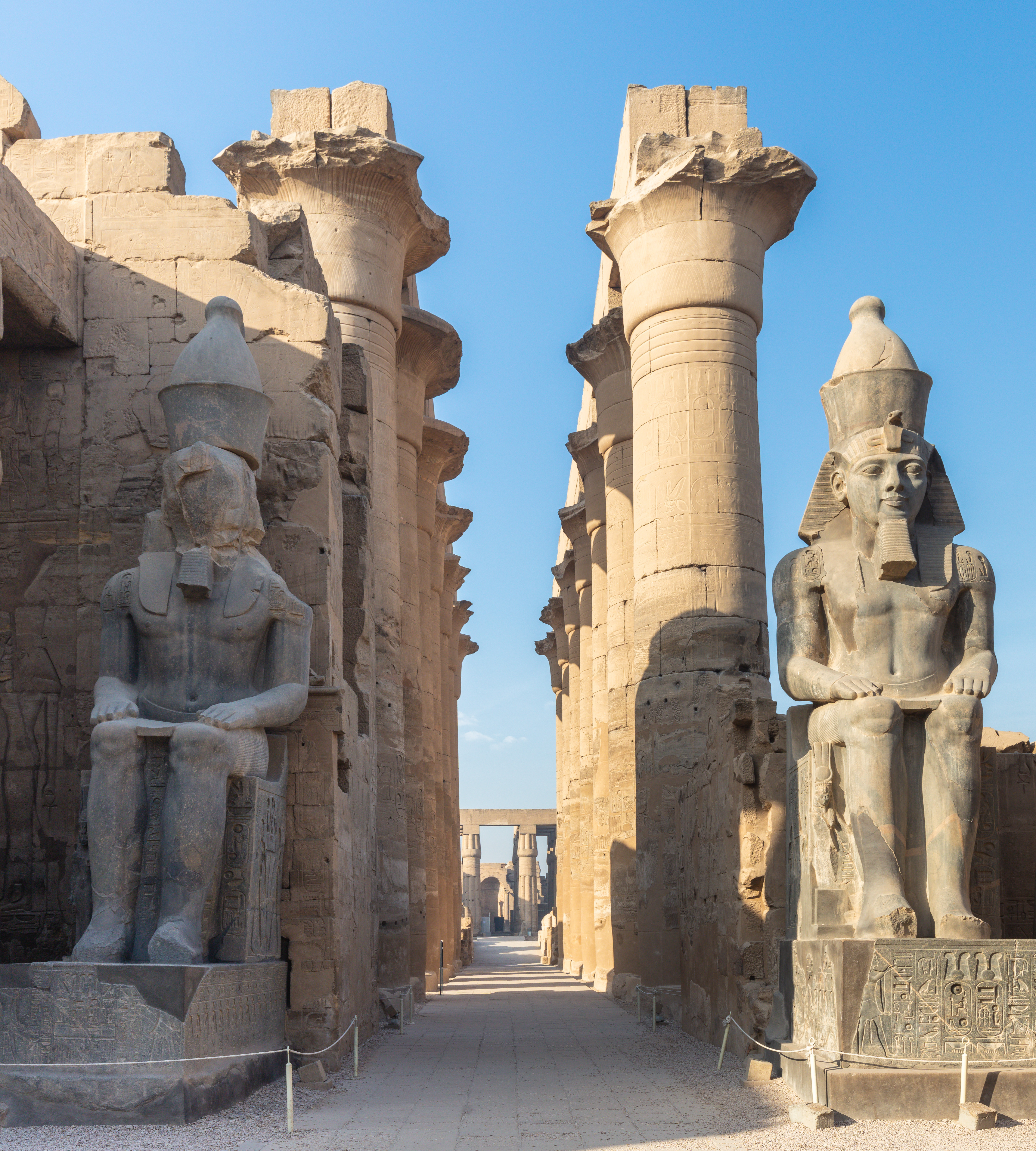
Il colonnato di Amenofi III, sullo sfondo si vede il minareto della moschea di Abu el Haggag

Dopo il cortile, attraverso il pilone di Amenofi III, si accede ad un corridoio lungo 100 metri e fiancheggiato da 14 colonne con capitello a forma di papiro.
Le decorazioni furono eseguite per ordine di Tutankhamon, ma il suo nome fu sostituito con quello di Haremhab. Sulle pareti vi sono rappresentate le fasi della processione della barca sacra di Amon, durante la festa annuale di Opet. Altre decorazioni invece celebrano la vittoria dell'ortodossia religiosa dopo l'eresia del faraone Akhenaton.
La galleria immette nel grande cortile-peristilio, risalente alla costruzione originaria di Amenhotep III dove si svolgeva la cerimonia principale di Opet con le barche sacre. Poi queste erano portate all'interno del tempio.
Le colonne del lato orientale conservano ancora tracce dei colori originali. Il lato meridionale del cortile è occupato da una sala ipostila composta da 32 colonne, che dà accesso al santuario del tempio.

### Cappella del culto tetrarchico

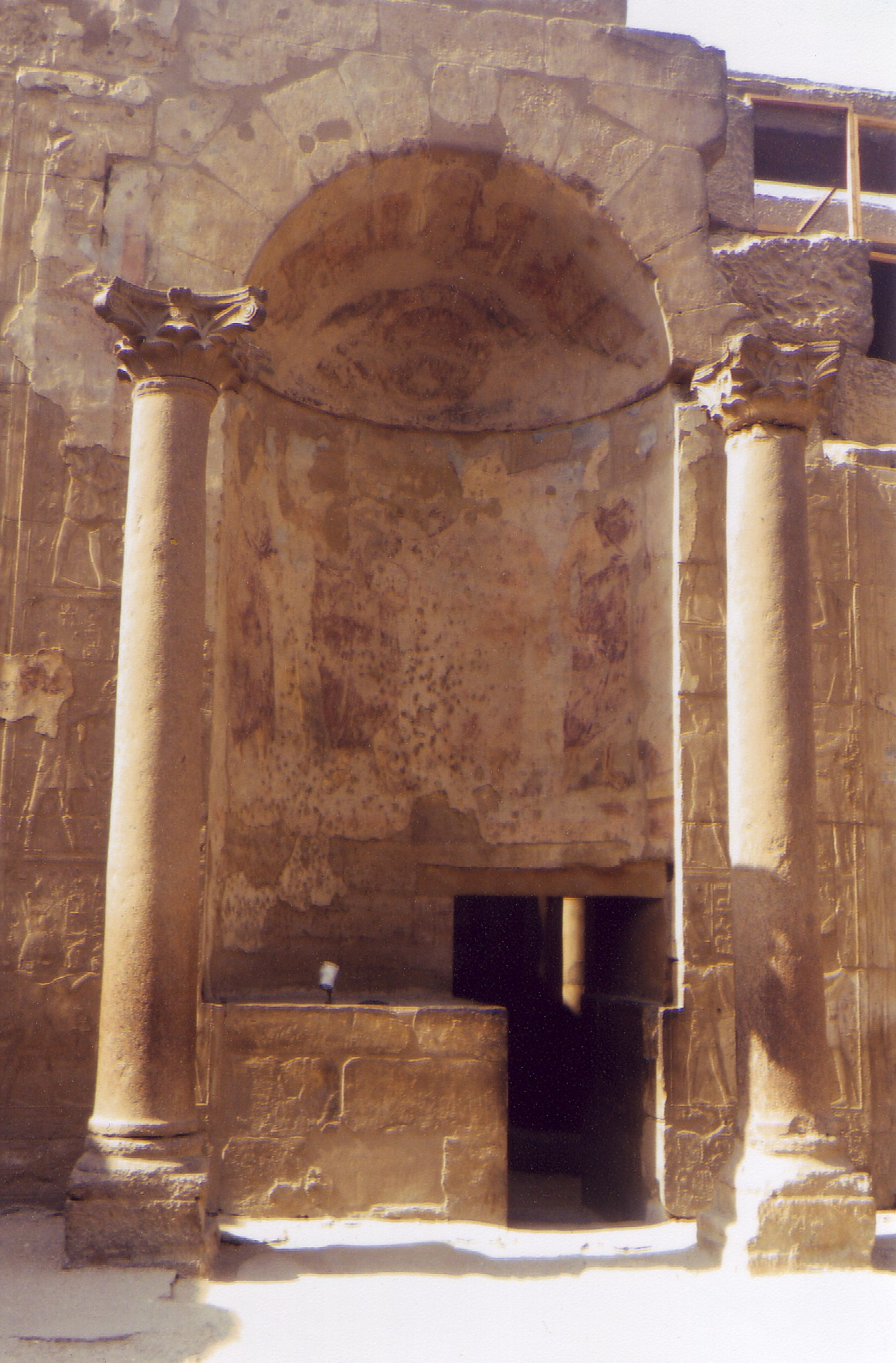
L'abside della cappella del culto tetrarchico; si possono notare i resti delle figure dei quattro imperatori della Tetrarchia

L'area del sancta sanctorum è costituita da un'anticamera, che in epoca tetrarchica fu trasformata in un luogo di culto degli imperatori romani, e ornata con affreschi che andarono a ricoprire senza distruggerle le precedenti decorazioni; in seguito le decorazioni più antiche furono riportate alla luce distruggendo gli affreschi romani.
La porta di accesso all'area più interna fu chiusa e opportunamente modellata assunse la forma di un'abside davanti alla quale fu posto un altare. In seguito nell'abside fu aperto uno stretto passaggio che permise l'accesso alla sala detta delle "offerte".

### Il Naos di Alessandro Magno
L'area del santuario era quella preposta ad accogliere la barca sacra che, giunta dal Grande tempio di Amon, veniva qui deposta al termine della festa annuale di Opet.
All'interno del Santuario, probabilmente in età tolemaica, i sovrani ellenistici fecero costruire il naos dedicato ad Alessandro Magno in cui era presente una copia della sua barca sacra intesa però come barca funebre.
I muri della cappella sono ricoperti di decorazioni che raffigurano il sovrano al cospetto delle divinità egizie. In particolare della triade. Nella prima immagine Alessandro Magno è raffigurato in compagnia di Horus come Ra-Horakhty, caratterizzato dalla presenza del disco solare sopra la testa. Horus lo tiene per una mano mentre con l'altra gli porge l'Ankh, simbolo della natura divina. La scena si svolge al cospetto di Amon davanti al quale è stato condotto.

### Il Santuario di Amon
Il Santuario di Amon si trova nella parte più profonda del tempio ed era il luogo in cui era custodita la statua di Amon. Questa era la destinazione finale della Barca sacra proveniente dal Grande tempio di Amon e qui la divinità si rigenerava.
In una stanza laterale è raffigurato il ciclo allegorico della nascita di Amenhotep III e della sua origine divina. Secondo la tradizione il dio Amon, assunte le sembianze del faraone Thutmose IV, si unì alla sua sposa Mutemuia. Dall'unione nacque il faraone Amenhotep III.

### La statuette di Luxor
Nel 1989 sotto il pavimento dell'area interna del santuario furono rinvenute 26 statue del Nuovo Regno, ora visibili nel vicino Museo di Luxor.

## Moschea di Abū al-Hajjāj
L'edificio attuale della Moschea di Abū al-Hajjāj fu edificato tra il XIII secolo e il XIV secolo ed è situato all'interno del Grande cortile di Ramses II. Il luogo religioso è continuamente attivo da più di 3400 anni, in quanto nel 395 d.C. i Romani lo convertirono in chiesa, la quale a sua volta venne riconvertita in moschea nel 640.
Attorno alla moschea e all'interno del tempio di Luxor si sviluppò un villaggio arabo che venne poi sgomberato.